# Ladevèze-Ville
Ladevèze-Ville este o comună în departamentul Gers din sudul Franței. În 2009 avea o populație de 270 de locuitori.

## Evoluția populației
| An        | 1975 | 1982 | 1990 | 1999 | 2006 | 2009 |
| --------- | ---- | ---- | ---- | ---- | ---- | ---- |
| Populație | 281  | 254  | 250  | 249  | 261  | 270  |